# Euler-product
In de getaltheorie, een deelgebied van de wiskunde, is een Euler-product een oneindige productuitbreiding, die door de priemgetallen {\displaystyle p} van een dirichlet-reeks wordt geïndexeerd. De naam is ontstaan uit het geval van de riemann-zèta-functie, waar een dergelijke productrepresentatie door Leonhard Euler werd bewezen.
In het algemeen kan een dirichlet-reeks van de vorm 
{\displaystyle \sum _{n}a(n)n^{-s}}
waarin {\displaystyle a(n)} een multiplicatieve functie van {\displaystyle n} is, worden geschreven als
{\displaystyle \prod _{p}P(p,s)}
waar {\displaystyle P(p,s)} de som is
{\displaystyle 1+a(p)p^{-s}+a(p^{2})p^{-2s}+\cdots }
Indien wij deze formule als de voortbrengende functie beschouwen, is het bestaan van een dergelijke euler-productuitbreiding een noodzakelijke en voldoende voorwaarde dat de termen {\displaystyle a(n)} multiplicatief zijn. Dit wil zeggen dat {\displaystyle a(n)} het product is van {\displaystyle a(p^{k})}, wanneer {\displaystyle n} in priemfactoren kan worden ontbonden van producten van de machten {\displaystyle p^{k}} van verschillende priemgetallen {\displaystyle p}.
Een belangrijk geval is dat, waarin {\displaystyle a(n)} totaal multiplicatief is, zodanig dat {\displaystyle P(p,s)} een meetkundige reeks is. Dan geldt
{\displaystyle P(p,s)={\frac {1}{1-a(p)p^{-s}}}}
zoals in het speciale geval van de riemann-zèta-functie, waar {\displaystyle a(n)=1} en meer in het algemeen ook voor de dirichlet-karakters.

## Convergentie
In de praktijk zijn alle belangrijke gevallen zodanig, dat de oneindige reeksen en oneindige productuitbreidingen absoluut convergent zijn in enig rechter halfvlak
{\displaystyle Re(s)>C}
van het complexe vlak. Dit geeft al de nodige informatie, aangezien het oneindig product, om te convergeren, een waarde ongelijk aan nul moet opleveren. Vandaar dat de functie, die wordt gegeven door de oneindige reeks, niet nul is in een dergelijk halfvlak.
In de theorie van de modulaire vormen is het typerend om euler-producten met kwadratische veeltermen in de noemer te hebben. Het algemene langlands-programma geeft een vergelijkbare verklaring voor de verbinding van polynomen van graad {\displaystyle m}, en de representatietheorie voor {\displaystyle GL_{m}}.

## Websites
- (en)  ProofWiki. Definition:Euler Product.
- (en)  MathWorld by Wolfram. Euler-product.